# Carmen Mory

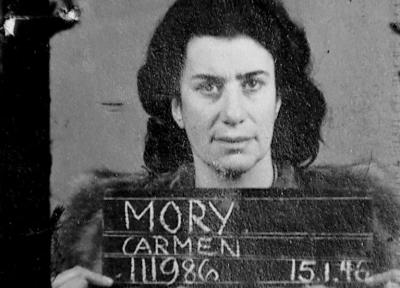
Carmen Mory in britischer Internierung. Aufnahme vom 15. Januar 1946

Carmen Maria Mory (* 2. Juli 1906 in Bern, Schweiz; † 9. April 1947 in Hamburg, Deutschland) war eine Schweizer Gestapo-Agentin. Während des Zweiten Weltkrieges war sie Häftling und Blockälteste im KZ Ravensbrück.

## Leben
Carmen Mory wurde 1906 in Bern geboren und wuchs in Adelboden auf. Ihr Vater war Arzt, ihre Mutter hatte philippinische Wurzeln und starb unter mysteriösen Umständen, als Carmen vier Jahre alt war. Mory lebte nach eigenen Angaben in der Schweiz, Frankreich, England und den Niederlanden. Ab 1924 bereiste sie europäische Länder.
Sie nahm 1928 in München ein Gesangs- und Musikstudium auf, das sie jedoch 1932 abbrach. Sie musste ihren ursprünglichen Berufswunsch Sängerin nach einer Mandeloperation aufgeben. Danach ging sie nach Berlin, um als Journalistin zu arbeiten. Sie fühlte sich vom Glamour und der Macht der Nationalsozialisten angezogen und wurde 1934 Agentin der Gestapo, für die sie unter anderem in Paris deutsche Emigranten ausspionierte.
Im November 1938 wurde sie in Paris verhaftet und im April 1940 von den Franzosen wegen Spionage zum Tode verurteilt, aber vom französischen Staatspräsidenten Lebrun am 6. Juni 1940 zu Gefängnishaft begnadigt. Während des deutschen Einmarschs gelang ihr die Flucht zurück ins Deutsche Reich. Dort war sie wieder für die Gestapo tätig, wurde aber nach einiger Zeit unter der Anschuldigung, sie sei eine Doppelagentin, verhaftet und im Februar 1941 in das Frauen-KZ Ravensbrück eingeliefert.
In Ravensbrück stieg sie zur Blockältesten auf und war als Häftlingskrankenschwester in Block 10 (Tbc-Kranke und verwirrte Frauen) eingesetzt. Die Zeugenaussagen über ihr Verhalten als Blockälteste sind widersprüchlich. Einerseits wurde sie als die „meistgefürchtete Frau in Ravensbrück“ bezeichnet, andererseits soll sie ihren Einfluss genutzt haben, um die Lage der Häftlinge zu erleichtern. Mit der ebenfalls als Häftling einsitzenden Anne Spoerry war sie zeitweise eng befreundet. In Ravensbrück leistete sie für den Angehörigen der Lagergestapo Ludwig Ramdohr Spitzeldienste. Sie wurde auch als „Schwarzer Engel von Ravensbrück“ bezeichnet.
Nach dem Krieg wurde Mory von ehemaligen Mithäftlingen beschuldigt, an Selektionen teilgenommen und in 60 Fällen selbst gemordet zu haben. Im ersten Hamburger Ravensbrück-Prozess wurde sie am 3. Februar 1947 zum Tode verurteilt. Der Hinrichtung kam sie durch Suizid zuvor.

## Film
- Der Todesengel aus Adelboden. 4. Folge der DOK-Serie Kriminalfälle – Wenn Frauen töten. Regie: Michael Hegglin. Erstausstrahlung: SF 1, 28. Juli 2008.[5]
- Carmen Mory: Hände weg von diesem Weib. Regie: Michael Hegglin. SF 1, 2000